# Par (golf)
Par v golfu je předem stanovený počet úderů, za který by měl zdatný golfový hráč dokončit hru na dané jamce (par jamky), celé kolo (par kola nebo též par hřiště, součet parů všech jamek) nebo celý turnaj (par turnaje, součet parů ze všech kol). Je zřejmé, že primární je par jednotlivých jamek, ostatní ukazatele jsou z nich odvozené. Par jednotlivé jamky se počítá od prvního úderu z odpaliště do posledního úderu do jamky. Jednotlivé jamky obvykle mají par od tří do pěti. Konkrétní skladba (počet a posloupnost) tříparových, čtyřparových a pětiparových jamek se na jednotlivých golfových hřištích liší, ale jejich kombinace je zpravidla zvolena tak, že typické 18jamkové hřiště má celkový par 72.
Ojediněle se vyskytují jamky s parem 6 a výjimečně s parem 7 (v Asii, v USA a v Evropě jsou jamky maximálně s parem 6). Par 7 má jamka v jihokorejském Gunsan Country Club, dlouhá 1003 metry, a 881 metrů dlouhá jamka v Satsuki GC v japonském městě Sano. Japonská jamka je v Guinnessově knize rekordů (vydání z roku 2018) uvedena jako nejdelší na světě.

## Určení paru jamky

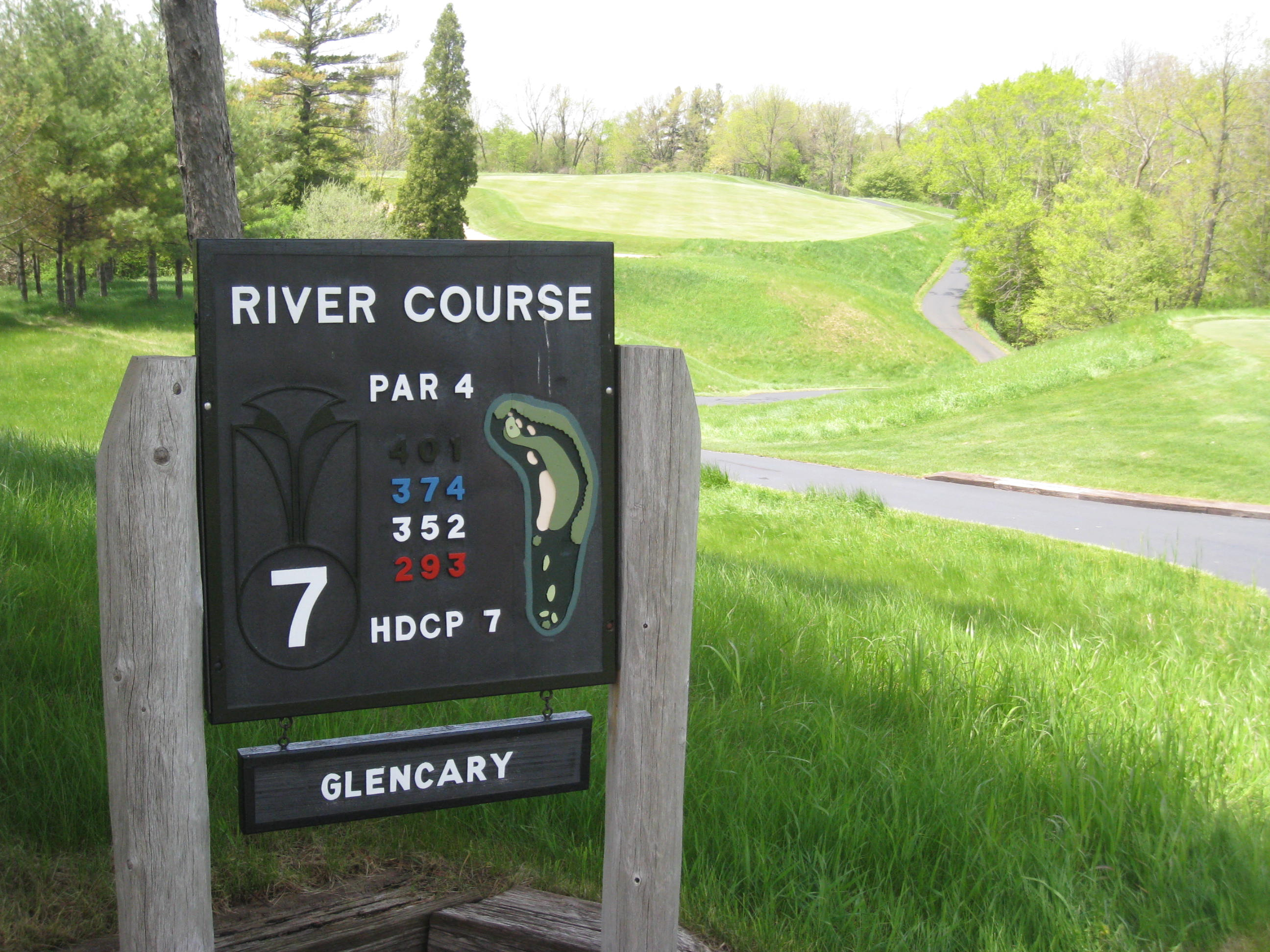
Hřiště River Course ve státě Wisconsin. Tabule ukazuje, že sedmá jamka je čtyřparová; dále uvedeno několik délek pro různá odpaliště.

Každá jamka je označena svým parem (viz obrázek). Par jamky je určován hlavně podle délky od příslušného odpaliště (pro muže, ženy, profesionály ap.) do jamky, ale svou roli hraje pochopitelně také převýšení, charakter terénu a přirozené nebo umělé překážky. Současně platí, že golfista by se na dvě rány pod par měl dostat na green a pak mít k dispozici ještě dva paty na dosažení paru. Taková situace se označuje jako dosažení greenu v regulaci. Z toho vyplývá, že nejnižší možný par jamky je tři: prvním úderem z odpaliště by se golfista měl dostat na green v regulaci (dvěma údery u čtyřparové a třemi údery u pětiparové jamky).
Délka jamky v anglosaských zemí je tradičně udávána v yardech, převod na metry může být zaokrouhlen různě (jen na celé metry, na desítky metrů) a také zvyklosti v jednotlivých zemích se mírně liší. Podle USGA (United States Golf Association) jsou pro muže uváděny následující rozmezí hodnot, které se záměrně částečně překrývají. Tříparové jamky jsou dlouhé do 260 yardů (240 metrů), čtyřparové jamky 240–490 yardů (220–450 metrů), pětiparové jamky 450–710 yardů (410–650 metrů) a šestiparové jamky nad 670 yardů (610 metrů). Pro ženy potom platí: tříparové jamky do 220 yardů (200 metrů), čtyřparové 200–420 yardů (180–380 metrů), pětiparové jamky 370–600 yardů (340–550 metrů) a šestiparové jamky nad 570 yardů (520 metrů).
Pravidla USGA dále uvádějí, že uvedené platí do nadmořské výšky 2000 stop (610 metrů). I když délka je pro určení paru nejdůležitější, bere se v úvahu také charakter terénu a překážek, převýšení nebo převažující směr větru (právě proto se délky uvedené výše částečně překrývají), např. u krátkých zalomených (takzvaný dogleg) jamek není možné hrát první ranou na green, i když vzdušnou čarou je jamka od odpaliště vzdálena méně než 220 metrů. A naopak, pro elitní nebo profesionální hráče se tyto hranice běžně posouvají např. tak, že čtyřparová jamka je až do délky 500 yardů (460 metrů).

## Skórování a jeho označování

### Skórování na jamce
Pokud hráč na dané jamce zahraje počet ran shodných s parem jamky, nazývá se dosažený výsledek rovněž par (a říkáme, že hraje v paru). Pojem par se původně používal na burzách cenných papírů ve významu očekávané hodnoty daného cenného papíru. Pro skóre v golfu tento pojem poprvé použil spisovatel A. H. Doleman krátce před konáním turnaje „The Open Championship“ v Prestwicku v roce 1870.
Pokud k dokončení dané jamky hráč potřebuje více ran než je par jamky, říkáme že hraje nad par, v opačném případě hraje pod par. Každý relativní počet ran (vztažený k paru dané jamky) má své vlastní vžité pojmenování. Pokud hráč zahraje jamku jeden úder pod par, je to birdie (tedy na tříparové jamce dva údery, na čtyřparové jamce tři a na pětiparové jamce čtyři). Pokud zahraje dva údery pod par, je to eagle. Své vlastní pojmenování mají i další (již velmi vzácné) případy: viz tabulka 1. Dosažení jamky první ranou přímo z odpaliště lze označit dvojím způsobem: relativním vztaženým k paru jamku, zpravidla se však označuje samostatným pojmem hole-in-one (nebo též eso).
Pokud hráč zahraje jeden úder nad par, je to bogey (tedy čtyři údery na tříparové jamce, pět na čtyřparové jamce a šest na pětiparové jamce), dva nad par je double-bogey a tři nad par je triple-bogey. Pokud hráč zahraje ještě více úderů nad par, spíše než označení N-bogey se v tomto (na turnajích mimořádném) případě použije číslo označující absolutní (např. „9“) nebo relativní počet úderů (např. „+4“; za předpokladu, že 9 úderů bylo na pětiparové jamce). Pokud hráč zahraje na jamce osm úderů, v českém golfu se takovému výsledku říká též „sněhulák“ (podle zjevné podobnosti sněhuláka a číslice „8“). 
Odehrání celého kola (18 jamek) bez zahrání aspoň jednoho bogey je považováno za výborný výkon. Zcela mimořádné pak je zahrát celý profesionální turnaj (čtyři dny v případě mužů) bez jediného bogey. Jako příklady lze uvést následující hráče: Lee Trevino v roce 1974 na turnaji Greater New Orleans Open; David J. Russell v roce 1992 na turnaji Lyon Open V33; Jesper Parnevik v roce 1995 na turnaji Volvo Scandinavian Masters; Manuel Piñero v roce 2002 na GIN Monte Carlo Invitational; Diana Luna v roce 2011 na UniCredit Ladies German Open; Jonas Blixt a Cameron Smith v roce 2017 na Zurich Classic of New Orleans (týmová soutěž). Všichni výše uvedení příslušné turnaje také vyhráli, kromě Manuela Piñero, který skončil třetí.
| Název                    | Pod/nad par | Poznámka                                 |
| ------------------------ | ----------- | ---------------------------------------- |
| Condor                   | −4          | současně hole-in-one na pětiparové jamce |
| Albatross (Double eagle) | −3          | současně hole-in-one na čtyřparové jamce |
| Eagle                    | −2          | současně hole-in-one na tříparové jamce  |
| Birdie                   | −1          |                                          |
| Par                      | E (v paru)  |                                          |
| Bogey                    | +1          |                                          |
| Double bogey             | +2          |                                          |
| Triple bogey             | +3          |                                          |

### Skórování na turnaji
Ve hře na rány tvoří celkové skóre hráče součet ran dosažených za všechna kola. Během většiny turnajů se ale průběžné skóre takto neuvádí, např. na turnajích PGA Tour (které se hrají čtyři dny na čtyři kola), by bylo obtížné porovnat, zda hráč, který je daný den již na poslední jamce, má průběžně lepší než hráč, který je v daném kole teprve na druhé či desáté jamce. Místo toho se průběžné skóre udává relativně vůči paru těch jamek, které daný hráč už odehrál, tj. např. −6 (šest ran pod par). Skóre v paru se označuje even par, většinou zkráceně písmenem E (příp. hodnotou 0 nebo slovem „par“).
Při hře na jamky se průběžné skóre udává jako počet jamek, o které hráč či skupina vede (2 up), resp. prohrává (3 down). Vyrovnané skóre se nazývá all square, zkráceně A/S. Zápas na jamky končí předčasně pokud už jedna ze stran nemá šanci zvítězit, tj. ztrácí více bodů než zbývá jamek. Konečné skóre u zápasů. které skončily dříve než po 18. jamce, tak může obsahovat i počet jamek které nebyly odehrány – např. skóre 3&2 značí vítězství o tři jamky se dvěma neodehranými, tj. po 16. jamce. Možná skóre po odehrání 18 jamek jsou A/S, 1 up nebo 2 up (vítěz vedl o jamku po 17 jamkách a získal i poslední jamku).